# Joey Graceffa
Joey Graceffa właśc. Joseph Michael Graceffa (ur. 16 maja 1991 w Marlborough) – amerykańska osobowość YouTube oraz bloger. Jego kanały Joey Graceffa i Joey Graceffa games łącznie uzyskały ponad miliard wyświetleń.

## Życiorys

### Wczesne lata
Urodził się w Marlborough w Massachusetts. Jest synem Debbie O’Connor i Joego Graceffy. Ma dwoje rodzeństwa: siostrę Nicole i brata przyrodniego Jetta.
W 2009 ukończył Marlborough High School. Następnie uczęszczał do Fitchburg State College przygotowując się do specjalizacji filmowej, ale porzucił tę szkołę po roku.

### Życie prywatne
18 maja 2015 ujawnił się jako gej.

## Dyskografia

### Minialbumy
- Panem's Best (2012)
- Good Songs (2014)
- Cheese is Creamy (2015)
- Kingdom (2019)[6]